# NGC 7430
NGC 7430 é uma galáxia espiral (S) localizada na direcção da constelação de Pegasus. Possui uma declinação de +08° 47' 40" e uma ascensão recta de 22 horas, 57 minutos e 29,7 segundos.
A galáxia NGC 7430 foi descoberta em 27 de Agosto de 1864 por Heinrich Louis d'Arrest.